# Mistrzostwa Świata w Kolarstwie Torowym 2019
116. Mistrzostwa Świata w Kolarstwie Torowym 2019 – zawody sportowe, które odbyły się w dniach 27 lutego–3 marca 2019 roku, na torze kolarskim BGŻ BNP Paribas Arena w Pruszkowie.
Były to drugie w historii mistrzostwa świata rozgrywane w tym mieście, poprzednio Pruszków organizował tę imprezę w 2009 roku.

## Medaliści

### Mężczyźni
| Konkurencja                        | Data      | Złoto                                                                                      | Srebro                                                                                     | Brąz                                                                                               |
| ---------------------------------- | --------- | ------------------------------------------------------------------------------------------ | ------------------------------------------------------------------------------------------ | -------------------------------------------------------------------------------------------------- |
| Sprint indywidualny                | 3 marca   | Harrie Lavreysen                                                                           | Jeffrey Hoogland                                                                           | Mateusz Rudyk                                                                                      |
| Wyścig na 1000 metrów              | 1 marca   | Quentin Lafargue                                                                           | Theo Bos                                                                                   | Michaël D’Almeida                                                                                  |
| Wyścig indywidualny na dochodzenie | 1 marca   | Filippo Ganna                                                                              | Domenic Weinstein                                                                          | Davide Plebani                                                                                     |
| Wyścig drużynowy na dochodzenie    | 28 lutego | Australia Sam Welsford · Kelland O’Brien · Leigh Howard · Alexander Porter · Cameron Scott | Wielka Brytania Ethan Hayter · Edward Clancy · Kian Emadi · Charlie Tanfield · Oliver Wood | Dania Niklas Larsen · Lasse Norman Hansen · Rasmus Pedersen · Casper von Folsach · Julius Johansen |
| Sprint drużynowy                   | 27 lutego | Holandia Roy van den Berg · Harrie Lavreysen · Matthijs Büchli · Jeffrey Hoogland          | Francja Grégory Baugé · Sébastien Vigier · Michaël D’Almeida · Quentin Lafargue            | Rosja Dienis Dmitrijew · Aleksandr Szarapow · Pawieł Jakuszewski                                   |
| Keirin                             | 28 lutego | Matthijs Büchli                                                                            | Yudai Nitta                                                                                | Stefan Bötticher                                                                                   |
| Scratch                            | 28 lutego | Sam Welsford                                                                               | Roy Eefting                                                                                | Thomas Sexton                                                                                      |
| Wyścig punktowy                    | 1 marca   | Jan-Willem van Schip                                                                       | Sebastián Mora                                                                             | Mark Downey                                                                                        |
| Madison                            | 3 marca   | Niemcy Roger Kluge · Theo Reinhardt                                                        | Dania Lasse Norman Hansen · Casper von Folsach                                             | Belgia Kenny De Ketele · Robbe Ghys                                                                |
| Omnium                             | 2 marca   | Campbell Stewart                                                                           | Benjamin Thomas                                                                            | Ethan Hayter                                                                                       |

### Kobiety
| Konkurencja                        | Data      | Złoto                                                                                        | Srebro                                                                          | Brąz                                                                                                 |
| ---------------------------------- | --------- | -------------------------------------------------------------------------------------------- | ------------------------------------------------------------------------------- | --- |
| Sprint indywidualny                | 1 marca   | Lee Wai Sze                                                                                  | Stephanie Morton                                                                | Mathilde Gros                                                                                        |
| Wyścig na 500 metrów               | 2 marca   | Darja Szmielowa                                                                              | Ołena Starikowa                                                                 | Kaarle McCulloch                                                                                     |
| Wyścig indywidualny na dochodzenie | 2 marca   | Ashlee Ankudinoff                                                                            | Lisa Brennauer                                                                  | Lisa Klein                                                                                           |
| Wyścig drużynowy na dochodzenie    | 28 lutego | Australia Annette Edmondson · Ashlee Ankudinoff · Georgia Baker · Amy Cure · Alexandra Manly | Wielka Brytania Laura Kenny · Katie Archibald · Elinor Barker · Ellie Dickinson | Nowa Zelandia Kirstie James · Holly Edmondston · Bryony Botha · Michaela Drummond · Rushlee Buchanan |
| Sprint drużynowy                   | 27 lutego | Australia Kaarle McCulloch · Stephanie Morton                                                | Rosja Darja Szmielowa · Anastasija Wojnowa                                      | Niemcy Miriam Welte · Emma Hinze                                                                     |
| Keirin                             | 3 marca   | Lee Wai Sze                                                                                  | Kaarle McCulloch                                                                | Darja Szmielowa                                                                                      |
| Scratch                            | 27 lutego | Elinor Barker                                                                                | Kirsten Wild                                                                    | Jolien D’Hoore                                                                                       |
| Wyścig punktowy                    | 3 marca   | Alexandra Manly                                                                              | Lydia Boylan                                                                    | Kirsten Wild                                                                                         |
| Madison                            | 2 marca   | Holandia Kirsten Wild · Amy Pieters                                                          | Australia Georgia Baker · Amy Cure                                              | Dania Amalie Dideriksen · Julie Leth                                                                 |
| Omnium                             | 1 marca   | Kirsten Wild                                                                                 | Letizia Paternoster                                                             | Jennifer Valente                                                                                     |

### Klasyfikacja medalowa
| Miejsce | Reprezentacja     |    |    |    | Razem |
| ------- | ----------------- | -- | -- | -- | ----- |
| 1.      | Holandia          | 6  | 4  | 1  | 11    |
| 2.      | Australia         | 6  | 3  | 1  | 10    |
| 3.      | Hongkong          | 2  | 0  | 0  | 2     |
| 4.      | Niemcy            | 1  | 2  | 3  | 6     |
| 5.      | Francja           | 1  | 2  | 2  | 5     |
| 6.      | Wielka Brytania   | 1  | 2  | 1  | 4     |
| 7.      | Rosja             | 1  | 1  | 2  | 4     |
| 8.      | Włochy            | 1  | 1  | 1  | 3     |
| 9.      | Nowa Zelandia     | 1  | 0  | 2  | 3     |
| 10.     | Dania             | 0  | 1  | 2  | 3     |
| 11.     | Irlandia          | 0  | 1  | 1  | 2     |
| 12.     | Japonia           | 0  | 1  | 0  | 1     |
| 12.     | Hiszpania         | 0  | 1  | 0  | 1     |
| 12.     | Ukraina           | 0  | 1  | 0  | 1     |
| 15.     | Belgia            | 0  | 0  | 2  | 2     |
| 16.     | Polska            | 0  | 0  | 1  | 1     |
| 16.     | Stany Zjednoczone | 0  | 0  | 1  | 1     |
| Łącznie | Łącznie           | 20 | 20 | 20 | 60    |